# Stadtbibliothek Bergheim
Die Stadtbibliothek Bergheim ist eine öffentliche Bibliothek der Kreisstadt Bergheim. Im Jahr 2023 hatte sie ca. 86.000 Besucher.

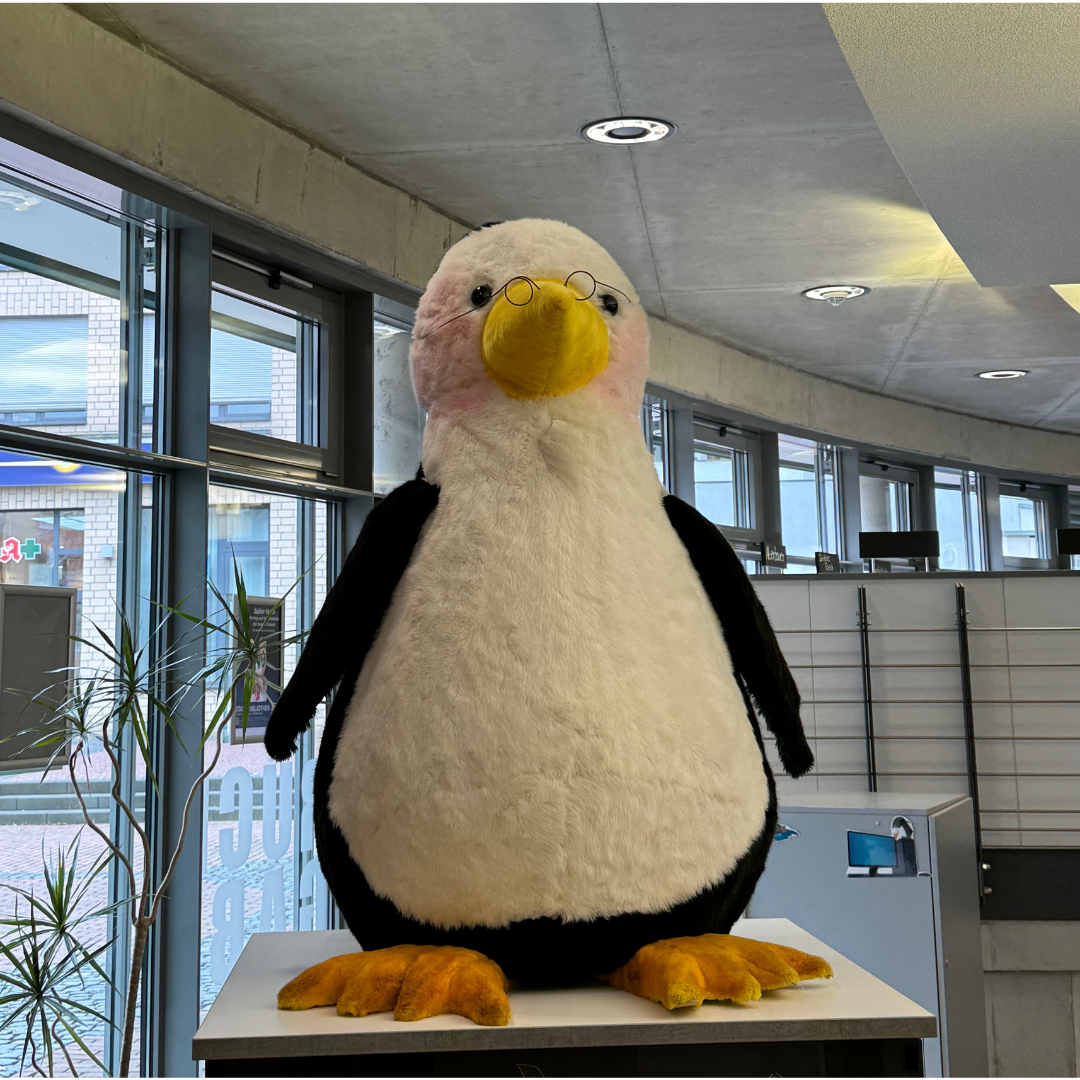
Das Maskottchen "Paule" der Stadtbibliothek Bergheim, 2024

## Ausstattung
Die Stadtbibliothek hat in ihrem Bestand ca. 51.000 Bücher und andere Medien (Stand 2019). Die Bibliothek verfügt über 15 PC-Plätze, an denen Benutzer der Stadtbibliothek arbeiten können, z. B. für das Anfertigen von Referaten oder Arbeiten an Bewerbungen. Es existieren auch dedizierte Arbeitsbereiche namens "Schülercenter" und "Arbeitswelt", welche thematische Medien für Schule, Ausbildung und Beruf bereitstellen. Sie besitzt auch einen gesonderten Eltern-Kind-Bereich im Untergeschoss. Zusätzlich gibt es ein umfangreiches Angebot an Zeitschriften und Zeitungen, sowie Tonies. 
Unter der Bezeichnung „Makerspace“ bietet die Stadtbibliothek eine eigene Abteilung für technische Basteleien an: es gibt einen 3D-Drucker sowie einen Plotter (beispielsweise für das Bedrucken von T-Shirts) und Digitalisierungsgeräte für Schallplatten, VHS-Kassetten, Dias und Fotos. Außerdem gibt es Roboter; z. B. wird die Arduino-Programmierung in Kooperation mit der Volkshochschule Bergheim angeboten.
Weiterführend existiert die „Internationale Bibliothek“, welche als Anlaufstelle für Zugewanderte gilt. Dazu gehören zahlreiche Bücher und andere Medien für das Erlernen der deutschen Sprache. Darüber hinaus gibt es noch extra Medien für Kinder, wie Kinderbücher für Deutsch als Fremdsprache oder andere Sprachlernmaterialien für Kinder. Die Einrichtung dieses Arbeitsbereiches dient zusätzlich der Unterstützung der sogenannten „Sprachpaten“, ehrenamtliche Helfer, welche die Zugewanderten bei ihrem Lernprozess fördern.
Eine Zweigstelle der Stadtbibliothek Bergheim in Ahe wird von ehrenamtlichen Helfern betreut.

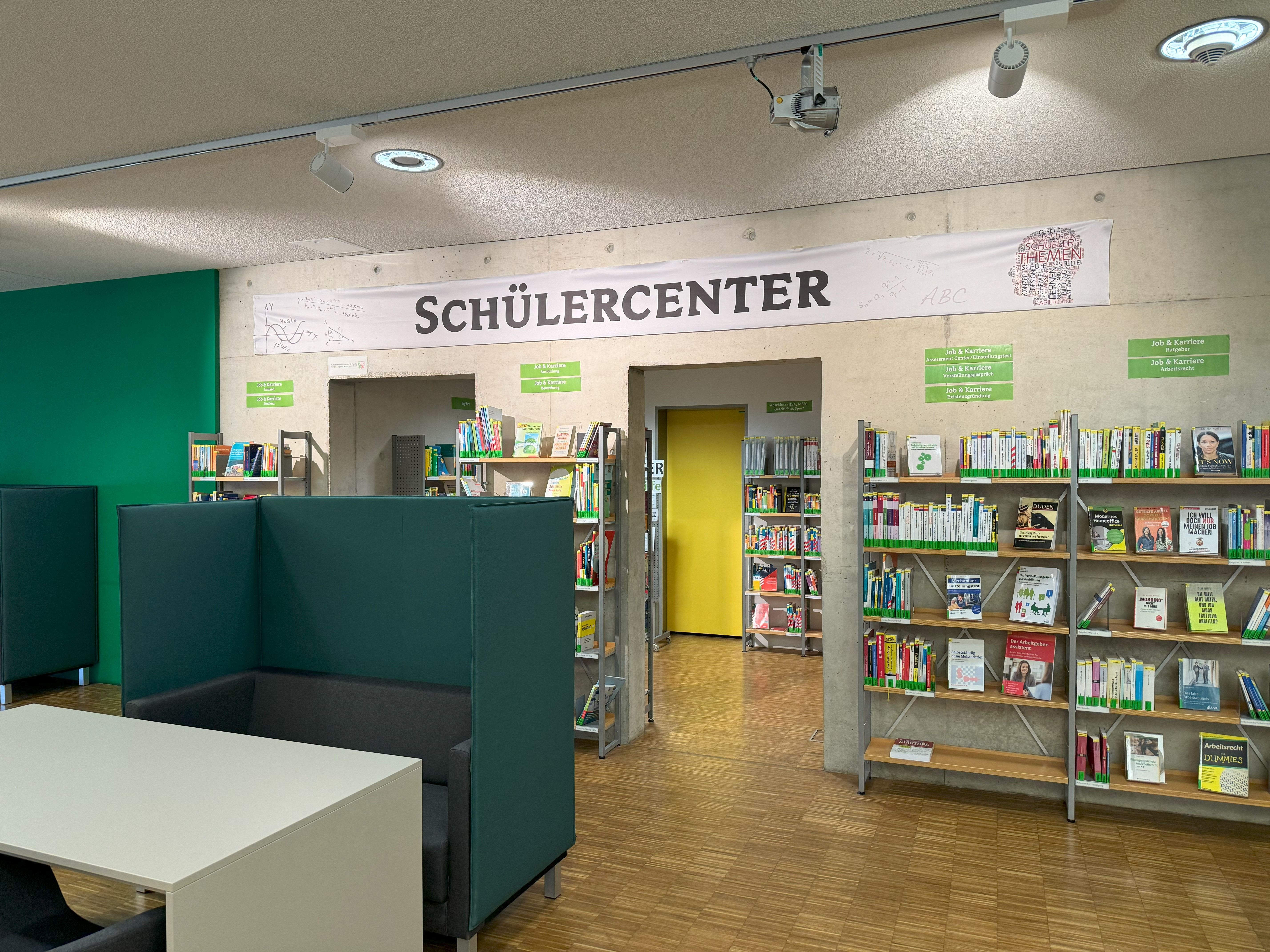
Das Schülercenter der Stadtbibliothek Bergheim, 2024

## Allgemeines
Für die Nutzung der Bibliothek ist ein Ausweis erforderlich, wobei für Minderjährige die sonst erforderliche Jahresgebühr entfällt. Die Bibliothek hat auch eine Fernleihe, wodurch Bücher anderer Bibliotheken für den Kunden beschafft werden können. Zudem ist sie offen gegenüber Vorschlägen für das Ordern neuer Medien sowie das Zusammenstellen von Medien für einen konkreten Rechercheauftrag.
Mehrere Male im Jahr organisiert die Stadtbibliothek ihren eigenen „Bücherflohmarkt“, wo selten ausgeliehene Medien preiswert verkauft werden.
Die Stadtbibliothek betreibt auch Führungen, z. B. mit Schulklassen. Im Jahr 2023 fanden 141 Führungen statt. Gleichzeitig finden innerhalb der Bibliothek zahlreiche Veranstaltungen statt. Allein im Jahr 2023 gab es 124 Veranstaltungen. 

## Partner
Die Stadtbibliothek kooperiert mit diesen Partnern:
- Anton-Heinen-Haus Bergheim
- Berufskolleg des Rhein-Erft-Kreises in Bergheim
- Demenz-Service-Zentrum Region Köln und das südliche Rheinland
- Fachforum Seniorenarbeit
- Förderverein der Stadtbibliothek Bergheim
- Medienwerkstatt RheinErft
- Medio.Rhein.Erft
- Rhein-Erft-Kreis

- Volkshochschule Bergheim
- Gesamtschule Bergheim
- Gutenberg-Gymnasium Bergheim
- Erftgymnasium Bergheim
- Erich Kästner-Schule Bergheim
- Silverberg-Gymnasium Bedburg
- Geschwister Scholl-Realschule Bergheim
- Realschule Bedburg

## Förderverein der Stadtbibliothek
Die Stadtbibliothek Bergheim wird vom „Förderverein Stadtbibliothek Bergheim e. V.“ unterstützt. Durch Mitgliedsbeiträge im Förderverein, sowie Spenden, finanziert dieser den Ankauf von Medien und ermöglicht sowohl personell als auch finanziell Veranstaltungen in der Bibliothek. Beispielsweise finanzierte der Förderverein in der Vergangenheit die Beschaffung von literarischen Klassikern und russischsprachige Bücher für Zugewanderte. Gleichzeitig richtet er Veranstaltungen wie „Lit.Schreib“ (eine Schreibwerkstatt) oder „Lit.Treff“ (einen Lesekreis für Erwachsene) aus. Weiterführend fördert er Veranstaltungen wie die Lesereihe „Autoren der Region“ und Projekte wie die Vorlesepaten.